# This Is England '86

This Is England '86 est une série télévisée britannique qui fait suite au film This Is England de 2006. C'est une mini-série comportant quatre épisodes.
Diffusée depuis le 7 septembre 2010 sur la chaîne Channel 4. En France, elle est diffusée sur la chaine Orange cinénovo.
Depuis le mois de décembre 2011, une nouvelle mini-série est diffusée sur Channel 4 : This Is England '88, qui fait suite à This Is England '86. La série se termine par This Is England '90 en 2015.

## Synopsis
Trois ans après ce qui est arrivé à Milky, Shaun se sent toujours coupable. Après le mariage interrompu entre Woody et Lol, il va retrouver sa bande d’amis qui l’accueillent à nouveau. Tout va bien, jusqu’au moment où le père de Lol revient.

## Commentaires
- On peut remarquer un changement vestimentaire du groupe. Ils ne sont plus habillés comme les skinheads des années 1980. Ils se sont ré-orientés vers un style plus sobre appelé Suedehead.
- Combo est un acteur clé de la fin de cette mini-série explicative.

## Distribution
- Thomas Turgoose : Shaun
- Joseph Gilgun : Woody
- Vicky McClure : Lol
- Andrew Shim : Milky
- Joseph Dempsie : Higgy
- Andrew Ellis : Gadget
- Perry Benson : Meggy
- George Newton : Banjo
- Rosamund Hanson : Smell
- Kriss Dosanjh : M. Sandhu
- Jo Hartley : Cynth
- Stephen Graham : Combo
- Chanel Cresswell : Kelly
- Michael Socha : Harvey
- Danielle Watson : Trev
- Johnny Harris (en) : Mick
- Hannah Walters : Trudy
- Olivia Morgan : Bub
- Jamie Taylor: Buloosweet
- Georgia May Foote : Gemma
- Steve Brody : Richard
- Rebecca Manley : Babs
- Perry Fitzpatrick : Flip
- Katherine Dow Blyton : Chrissy